# 百瀬大騎
百瀬 大騎（ももせ ひろき、1997年3月11日 - ）は、長野県松本市出身の元プロ野球選手（内野手）。

## 経歴

### プロ入り前
小学生時代に長野県松本市で剣道を始めていたが、野球に興味を持ったことがきっかけで、4年時に剣道を辞め、軟式野球の「蟻西ファイターズ」に入団。投手や遊撃手として実戦経験を積んでいた。松本市立旭町中学校では、軟式野球部に所属して主に捕手を務めた。
松本第一高等学校への進学後は、2年夏の全国高等学校野球選手権長野大会からベンチ入りを果たすと、秋には遊撃手としてレギュラーに定着。50m走で最速5.9秒を記録した俊足と、遠投100mを計測した強肩の持ち主で、対外試合では通算5本塁打中4本がランニングホームランであった。また、2学年後輩には牧秀悟がいた。
高校時代は春夏ともに、惜しくも甲子園球場の全国大会と無縁であったが、2014年のNPBドラフト会議で横浜DeNAベイスターズから6巡目で指名された。契約金2,300万円、年俸500万円（推定）という条件で入団した。背番号は64。

### プロ入り後
2015年には、イースタン・リーグ公式戦75試合に出場したが打率は.175、盗塁は3個にとどまった。
2016年には、イースタン・リーグ公式戦103試合に出場。リーグの規定打席に迫る334打席に立ち、チーム3位タイの10盗塁を記録したが、打率は.177と低迷した。
2017年には、イースタン・リーグ公式戦54試合に出場。打率は.154で、内野手登録ながら8試合で外野の守備に就いた。
2018年には、イースタン・リーグ公式戦69試合に出場。打率は.190にとどまったが、公式戦初本塁打を記録した。シーズン終了後には、台湾でのアジア・ウィンター・リーグにウエスタン・リーグ選抜の一員として参加している。
2019年には、公式戦の開幕を二軍で迎え、7月にイースタン・リーグで月間打率.390をマーク。。プロ入り後初めての出場選手登録（7月30日）を経て、翌31日の対東京ヤクルトスワローズ戦（横浜スタジアム）7回裏に代打で一軍公式戦へのデビューを果たした（梅野雄吾から見逃し三振）。一軍公式戦出場はこの試合のみだったが、イースタン・リーグの公式戦は、81試合の出場で打率.237を記録した。
2020年には、春季キャンプを二軍でスタート。キャンプ中の2月12日に組まれた中日ドラゴンズとの練習試合で、視察に訪れた一軍監督のアレックス・ラミレスの目の前で、右翼スタンドに特大の本塁打を放った。この一打をきっかけに、キャンプの中盤から一軍に昇格すると、オープン戦にも最後まで帯同。12試合の出場で打率.235（17打数4安打）、 1打点という成績を残した。新型コロナウイルスへの感染拡大に伴うレギュラーシーズン開幕の延期を経て、6月上旬に組まれた一軍の練習試合にも出場したが、開幕自体は二軍で迎えた。開幕直後の6月下旬に一軍へ復帰したものの、代打と代走で1試合ずつ起用されただけで、7月上旬から8月末まで二軍で再再調整。9月3日の対読売ジャイアンツ戦（東京ドーム）7回表に、一軍公式戦での初安打・初打点を沼田翔平からの中前適時安打で記録した。一軍公式戦への出場は4試合に終わり、イースタン・リーグ公式戦でも53試合の出場で打率.182、OPS.505と振るわなかった。11月3日に球団から戦力外通告を受けた。奇しくも松本第一高校の後輩である中央大学の牧秀悟がDeNAからドラフト指名を受けた直後であった。通告を受けた際、球団職員への転身を打診され、12月2日に自由契約選手としてのNPB公示を経て、12月15日に現役引退を表明した。

### 現役引退後
2021年1月1日付で、DeNA球団の野球振興部に配属。球団の保護地域である神奈川県内の幼稚園や小学校を随時訪問するほか、同部が運営する「横浜DeNAベイスターズベースボールスクール」のコーチを務める。
2021年11月15日、チーム付広報に就任したことが発表された。
計2年間球団職員を務めた後、退職。その後は2025年時点で松本市に戻り、家業の自動車整備工場で働いており、社会人軟式チームで野球もしている。

## 詳細情報

### 年度別打撃成績
| 年 度    | 球 団    | 試 合 | 打 席 | 打 数 | 得 点 | 安 打 | 二 塁 打 | 三 塁 打 | 本 塁 打 | 塁 打 | 打 点 | 盗 塁 | 盗 塁 死 | 犠 打 | 犠 飛 | 四 球 | 敬 遠 | 死 球 | 三 振 | 併 殺 打 | 打 率 | 出 塁 率 | 長 打 率 | O P S |
| -------- | -------- | ----- | ----- | ----- | ----- | ----- | -------- | -------- | -------- | ----- | ----- | ----- | -------- | ----- | ----- | ----- | ----- | ----- | ----- | -------- | ----- | -------- | -------- | ----- |
| 2019     | DeNA     | 1     | 1     | 1     | 0     | 0     | 0        | 0        | 0        | 0     | 0     | 0     | 0        | 0     | 0     | 0     | 0     | 0     | 1     | 0        | .000  | .000     | .000     | .000  |
| 2020     | DeNA     | 4     | 4     | 4     | 0     | 1     | 0        | 0        | 0        | 1     | 1     | 0     | 0        | 0     | 0     | 0     | 0     | 0     | 2     | 0        | .250  | .250     | .250     | .500  |
| NPB：2年 | NPB：2年 | 5     | 5     | 5     | 0     | 1     | 0        | 0        | 0        | 1     | 1     | 0     | 0        | 0     | 0     | 0     | 0     | 0     | 3     | 0        | .200  | .200     | .200     | .400  |

### 年度別守備成績
| 年 度 | 球 団 | 一塁  | 一塁  | 一塁  | 一塁  | 一塁  | 一塁     | 二塁  | 二塁  | 二塁  | 二塁  | 二塁  | 二塁     |
| 年 度 | 球 団 | 試 合 | 刺 殺 | 補 殺 | 失 策 | 併 殺 | 守 備 率 | 試 合 | 刺 殺 | 補 殺 | 失 策 | 併 殺 | 守 備 率 |
| ----- | ----- | ----- | ----- | ----- | ----- | ----- | -------- | ----- | ----- | ----- | ----- | ----- | -------- |
| 2020  | DeNA  | 1     | 0     | 1     | 0     | 0     | 1.000    | 1     | 1     | 1     | 0     | 1     | 1.000    |
| 通算  | 通算  | 1     | 0     | 1     | 0     | 0     | 1.000    | 1     | 1     | 1     | 0     | 1     | 1.000    |

### 記録
- 初出場・初打席：2019年7月31日、対東京ヤクルトスワローズ17回戦、（横浜スタジアム）、7回裏に左腕エドウィン・エスコバーの代打で出場、梅野雄吾から見逃し三振
- 初安打・初打点：2020年9月3日、対読売ジャイアンツ12回戦、（東京ドーム）、7回表に沼田翔平から中前適時安打

### 背番号
- 64 （2015年 - 2020年）

### 登場曲
- 「モンスター」 大橋トリオ feat.秦基博 （2015年）
- 「Halation」 秦基博 （2016年）